# Lužany (ort i Tjeckien, Plzeň)
Lužany är en ort i Tjeckien.   Den ligger i regionen Plzeň, i den västra delen av landet, 100 km sydväst om huvudstaden Prag. Lužany ligger 362 meter över havet och antalet invånare är 642.
Terrängen runt Lužany är platt västerut, men österut är den kuperad. Lužany ligger nere i en dal. Runt Lužany är det ganska tätbefolkat, med 54 invånare per kvadratkilometer. Närmaste större samhälle är Klatovy, 16,8 km söder om Lužany. I omgivningarna runt Lužany växer i huvudsak blandskog.